# Netzwerk-Carrier

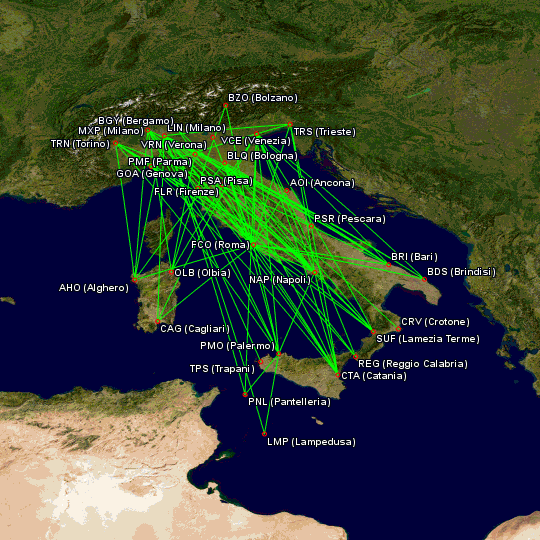
Flugstreckennetzaufbau eines typischen Netzwerkcarriers, hier das Inlandsnetz von Alitalia

Als Netzwerk-Carrier (engl. network carrier) werden Fluggesellschaften bezeichnet, die ein dichtes von einem oder mehreren Drehkreuzen aus aufgebautes Streckennetz (Hub-and-Spoke-System) und ein breites Dienstleistungs-Spektrum anbieten. Im Gegensatz dazu arbeiten die Low-Cost-Carrier („Billigfluggesellschaften“) vorwiegend mit dem Punkt-zu-Punkt-System.
Charakteristisch für einen Netzwerk-Carrier ist ein dichtes Streckennetz, das meist von einem oder mehreren Drehkreuzen aus aufgebaut wird und sowohl große Flughäfen als auch Regionalflugplätze umfasst. Über die Drehkreuze bietet ein Netzwerk-Carrier durch zahlreiche Zubringerflüge mit abgestimmten Anschlussflügen den Kunden eine große Palette an Verbindungen an. Die Umsteigepassagiere ermöglichen zudem eine bessere Auslastung der Flugzeuge.
Nahezu alle klassischen Fluggesellschaften sind als Netzwerk-Carrier konzipiert. Viele bilden Allianzen, um zusammen mit ihren Partnern weitere Verbindungen anbieten zu können. Durch den Boom der Billigfluggesellschaften sind den Netzwerk-Carriern große Marktanteile verloren gegangen.

## Beispiele
| Netzwerk-Carrier | Drehkreuze |
| ---------------- | --- |
| Air France-KLM   | Paris Charles-de-Gaulle (Air France), Paris Orly (Air France, Transavia France), Amsterdam Schiphol (KLM Royal Dutch Airlines, Transavia Airlines) |
| British Airways  | London-Heathrow |
| Emirates         | Dubai |
| Lufthansa        | Frankfurt, München, Zürich (Swiss), Wien (Austrian Airlines), Brüssel (Brussels Airlines)                                                          |
| Turkish Airlines | Istanbul, Ankara |